# Johann Carl Unger
Johann Carl Unger, eigentlich Johann Nepomuk Unger (* 13. April 1771 in Rissdorf, Komitat Zips, Königreich Ungarn; † um 1836), war ein österreichischer Dichter und der Vater der Sängerin Caroline Unger.

## Leben
Johann Unger war der Sohn des Lehrers Michael Unger und dessen Frau Marie Chruschowsky. Er besuchte das Paulinergymnasium in Käsmark und anschließend das Piaristencollegium in Pudlein sowie Gymnasien in Kaschau und Neutra. Da seine Eltern die weitere Ausbildung nicht mehr finanzieren konnten, trat er 1788 in den Piaristenorden ein und wurde Lehrer für Grammatik am Gymnasium in Pudlein. Nach seinem Austritt aus dem Piaristenorden studierte er 1793 bis 1796 in Wien Jura. 
1796 wurde er Präfekt und Lehrer der Rechtsgeschichte an der Theresianischen Ritterakademie in Wien, einer Ausbildungsstätte für junge Adlige. 1799 übernahm er eine Stelle als Erzieher bei Ignaz Freiherr von Forgács in Wien bzw. auf dessen Gut Tulleschitz in Mähren. 
Um 1800 heiratete er Anna Karwinsky von Karwin und bezog mit ihr eine Wohnung auf dem Alsergrund im damaligen Gemeindehaus, Herrengasse Nr. 36 (heute Laudongasse 5), wo am 28. Oktober 1803 ihr einziges Kind geboren wurde, die Tochter Caroline. Taufpatin war die befreundete Schriftstellerin Caroline Pichler. Sie schreibt dazu in ihren Erinnerungen:

„Auch ein Herr Unger, ein zierlicher Dichter und recht gebildeter Mann, der in unserer Nachbarschaft lebte, schloß sich unserm Kreis an. Seine Frau, eine geborne Baronesse Karvinsky, war ihrer Entbindung nahe – sie baten mich, ihr Kind zur Taufe zu halten, ich tat es gern; es war ein Mädchen, sie erhielt meinen Namen, und wurde die berühmte Sängerin Carolina Ungher.“

Ab 1810 verwaltete Unger die Besitzungen des Freiherrn Joseph von Hackelberg-Landau, behielt aber seinen Hauptwohnsitz in Wien.
Zwei von Ungers Gedichten vertonte Franz Schubert, Die Geselligkeit D 609 und Die Nachtigall D 724.

## Freundschaft mit Beethoven
Unger gehörte anscheinend zum Freundeskreis von Beethoven. Darauf verweist seine Tochter Caroline Unger in einem Brief, den sie am 29. Juli 1873 an den Beethoven-Biographen Ludwig Nohl richtete:

„Sie muthen mir zu viel Ehre zu, wenn Sie glauben, Beethoven hätte ein Faible für mich gehabt! Seine große Güte für mich war das Erbtheil seiner Freundschaft für meinen Vater.“

## Werke
- Gedichte, Wien 1797 (Digitalisat)
- Feierstunden. Wiens Bewohnern gewidmet, Wien: I. Alberti's Wittwe 1799 (Digitalisat)
- Mythologische Briefe über Amors Schicksale. Eine allegorische Erzählung, Wien 1803
- Reise durch österreichische und steyerische Gebirgsgegenden. Ein Beitrag zur österreichischen Landeskunde, Wien: Anton Pichler 1803 (Digitalisat)
- Sitten und Gebräuche der Römer, 2 Bände, Wien 1805/06
- Geschichte der ältesten Stammvölker. Ein Lesebuch, Pest: Joseph Leyrer 1811 (Digitalisat)
- Elementar-Bilderbuch für die Jugend zum Vergnügen und Unterricht, Prag 1811
- Belohnung des Fleisses für die gesittete Jugend, Wien: Carl Ferdinand Beck 1811 (Digitalisat)
- Erinnerungen über vortheilhafte Verwendung der Erdäpfel zum Brote, Speisen und Pferdefutter, nebst einer Anleitung, sie gegen Verderben zu schützen und lange aufzubewahren. Ein Wort zur rechten Zeit, Wien 1816
- Trost und Rath für Landwirthe in Mißjahren und Landesnöthen, Wien: Carl Ferdinand Beck 1818 (Digitalisat)
- Bürgertreue. Eine Cantate, Wien 1819 (vertont von Joseph Mozatti) (Digitalisat)
- Schicksale der Zipser-Deutschen insbesondere aber der XVI königlichen privilegirten Kron-Städte, geschichtlich dargestellt, Wien: Anton Pichler 1820 (Digitalisat)
- Joséphine Mainvielle Fodor. Précis historique, Wien: Carl Ferdinand Beck 1823 (Digitalisat)
- An Herrn Ludwig Goro von Agyagfalva, in: Archiv für Geographie, Historie, Staats- und Kriegskunde, Nr. 17/18 vom 8./10. Februar 1826, S. 93–95, datiert „Neapel am 23. December 1825“ (Digitalisat)